# 세 친구 (시트콤)
《세 친구》는 MBC 문화방송에서 2000년 2월 14일부터 2001년 4월 9일까지 매주 월요일 밤 10시 55분에 방송된 대한민국 최초의 성인 시트콤이다.

## 트리비아
2001년 8월 20일부터 2001년 11월 2일까지는 부분적인 편성 조정에 따라 매주 월요일부터 금요일까지 오전 10시 30분에 앙코르로 방송되었다.

## 개요
이 시트콤 작품의 연출은 송창의 감독이다. 이 작품은 남자 셋 여자 셋의 후속작 버전으로 30대 이야기를 다루고 있다. 시트콤 최초로 37%라는 최고 시청률을 기록하여 백지연의 백야 이후 이어진 MBC의 월요일 심야 시간대 징크스에서 벗어났으나 '성희롱 백서' 편이 "과장된 상황설정으로 성희롱이라는 문제의 심각성을 희석시키고 남성중심의 시각에서 장난식으로 풀어가 왜곡된 성의식을 양산시킬 수 있다"는 지적을 사 민언련 선정 '2000년 6월 나쁜방송' 불명예를 안아야 했다.

## 방송 시간
| 방송 채널 | 방송 기간                         | 방송 시간                                      | 방송 분량 |
| --------- | --------------------------------- | ---------------------------------------------- | --------- |
| MBC TV    | 2000년 2월 14일 ~ 2001년 4월 9일  | 매주 월요일 밤 10시 55분 ~ 11시 55분           | 1시간     |
| MBC TV    | 2001년 8월 20일 ~ 2001년 11월 2일 | 매주 월요일 ~ 금요일 오전 10시 30분 ~ 11시 5분 | 35분      |

## 제작진
- 기획: 송창의, 장태연
- 연출: 송창의, 이택주
- 조연출: 박정규, 노창곡, 정환석, 유용희
- 극본: 목연희, 이성은
- 의학자문: 표진인

## 출연진

### 세 친구
- 정웅인 : 신경정신과 의사

정웅인 정신건강클리닉 원장. 폼생폼사의 의리파이고 여자를 무서워하고 결벽증이 있다.
- 박상면 : 의상실 영업실장

효정의 동생. 박효정 부띠끄의 이름 뿐인 영업실장이며, 낙천적이고 유머있는 따뜻한 성격의 소유자이다.
- 윤다훈 : 헬스클럽 매니저

잔머리의 대가이며 기회주의적이고 여자를 밝힌다.

### 주변 인물
- 이의정 : 웅인의 동생. 문화대 무용학과 4학년 대학생.
- 이동건 : 의정의 애인. 한국전문대 관광실무영어학과 2학년 전문대생.
- 최종원 : 자영업자(카페 운영). 세 친구의 문화고등학교 선배.
- 반효정 : 자영업자(박효정 부띠끄 의상실 운영). 박상면의 누나.
- 조은숙 : 헬스클럽 트레이너이며 안연홍의 대학 2년 선배(1998年 2月 문화대학교 미술디자인학과 학사 출신). 박상면의 애인
- 안문숙 : 신경정신과 의사. 정웅인의 의과대학 1년 후배이며 웅인의 병원에서 부원장으로 일함.
- 정양 : 정웅인의 병원 간호사.
- 박은혜 : 정웅인의 병원 간호사 박은혜. 안연홍의 친구.
- 전창걸 : 헬스클럽 사장.
- 안연홍 : 헬스클럽 카운터 직원. 의정과는 여고 동기로 졸업한 의정의 친구(1999年 8月 문화대학교 공업미술학과 학사 출신).
- 최상학 : 안연홍의 남동생 안상학.
- 이수나 : 안연홍과 안상학의 엄마.
- 정상훈 : 종원의 카페 아르바이트생.
- 오대규 : 신경정신과 의사 안문숙 부원장과 썸싱을 즐기는 안문숙의 3년 연하남이자 펀드 매니저 오대규 역
- 박진수 : 의정의 뮤지컬 댄스 팀 리더
- 이정용 : 헬스클럽 트레이너(중도 하차)
- 김형일 : 웅인의 이웃집 부부(중도 하차)
- 노현희 : 웅인의 이웃집 부부(중도 하차)
- 김용건 : 연극학과 교수. 의정의 첫사랑(중도 하차)
- 박현영 : 박효정 부띠끄 기획도안실장(중도 하차)

### 그 외 출연
- 정소영 : 정의정(이의정 분)을 스토킹하는 철벽 봉쇄남 정소영 역으로 카메오 단역
- 라윤경 : 정의정(이의정 분)의 대학교 무용학과 후배 방윤경 역
- 김수용 : 11회 윤다훈은 공원에서 처음 보는 조은숙에게 한눈에 반하는 김수용 역, 15회 박상면은 레코드 가게에서 항상 클래식을 위한 김수용 역
- 김동욱 : 전창걸이 사장으로 있고 윤다훈이 영업실장으로 있는 피트니스 센터에서 코치 조은숙을 눈독 들이다가 박상면에게 구타를 받은 고객 김동욱 역 카메오 단역
- 최선임 : 미술가 겸 스타일리스트 최선임 역으로 카메오 출연
- 김길호 : 극중 1978년에 별세한 에피소드로 잠시 나오는 박효정과 박상면의 아버지 박길호 선생 역으로 카메오 단역
- 문미봉 : 극중 1965년에 별세한 에피소드로 잠시 나오는 박효정의 어머니 최미봉 여사 역으로 카메오 단역
- 홍충민 : 극중 1965년 어린 시절 박효정 역(목소리 더빙 출연: 홍은희)
- 허성수 : 각각 극중 1978년과 1984년 젊은 시절 박효정 역(목소리 더빙 출연: 홍은희)
- 허진 : 극중 1984년에 별세한 에피소드로 잠시 나오는 박상면의 어머니이자 박효정의 계모 신이평 여사 역으로 카메오 단역
- 맹세창 : 극중 1978년 박상면의 어린 시절 역
- 이찬호 : 극중 1984년 박상면의 어린 시절 역
- 최은숙 : 정웅인의 선배로 웅인을 찾아와 국가적 관련 작전을 넌지시 요청하는 송영창의 어머니 최은숙 역, 박상면과 교제하다 실패한 봉쇄녀 권민중의 어머니 최은숙 역으로 카메오 단역
- 정미숙
- 박용식 : 연극학과 교수 김용건의 친구 박용식 역
- 이승신 : 33회 《제복 사냥》에서 경찰복을 입고 섹시하게 범인을 제압하는 이승신 역
- 오성식 : 영어 강사 오성식 역으로 카메오 단역
- 박형선 : 18회 《엽기적인 그녀》에서 맘 끌리는 남자를 만나면 억제가 안되는 (님포매니아) 여자와 정웅인의 스토커 만난 박형선 역, 32회 《돌아온 엽기녀》에서 정웅인의 스토커이자 선배의 여자친구 박형선 역
- 김선화 : 30회 《한판 승부》에서 윤다훈과 동네 아줌마가 차 접촉 사고로 보복전을 펄치는 김선화 역
- 김정애 : 30회 《한판 승부》에서 윤다훈과 동네 아줌마가 차 접촉 사고로 보복전을 펄치는 김선화의 친구 김정애 역
- 김세아 : 30회 《술이 뭐길래》에서 정웅인과 소개팅을 하고 젠틀하고 다정한 그가 너무 마음에 술을 좋아하는 그녀는 단 한가지 자신과 달리 술을 전혀 못하는 정웅인이 신경쓰인 김세아 역
- 유오성 : 유오성 역
- 김태연 : 박상면의 교제 실패녀 권민중의 친구 김태연 역
- 김민희 : 유오성의 여자친구 역
- 구본영 : 정신과 의사 정웅인과 환자이자 박상면과 윤다훈의 동네에서 자주 마주치는 김은주 역
- 권민중 : 정신과 의사 정웅인의 상담 환자이자 박상면의 교제 실패녀 윤다훈의 여자친구 권민중 역
- 권이지 : 윤다훈이 정웅인한테 소개해 준 여자 권이지 역으로 카메오 단역
- 김단비 : 어리숙한 박상면과 따뜻한 사이에서 귀엽고 엉뚱한 장면들은 박상면의 여자친구 김단비 역
- 권혁종 : 권민중의 로맨틱한 기류 중심은 김단비는 친근하거나 오해가 있는 장면이 존재하는 권민중의 남자친구 이현수 역
- 김정민 : 썸, 호감, 서로 끌림은 권민중의 남자친구 이현수의 친구 사이와 감성적 케미로 따뜻한 호감은 김단비의 남자친구 김정민 역
- 고주희 : 윤다훈이 그녀에게 마음을 표현하지 못하고 우왕좌왕하는 정웅인의 직설적이고 유머 섞인 행동에 정색하거나 당황하는 박상면의 엉뚱함과 차분함이 반전 매력으로 웃음을 유도한 송윤정 역
- 이재포 : 포커페이스 스타일 엽기택시기사, 정육점 주인 이재포 역
- 이문수 : 포커페이스 스타일 엽기택시기사 이재포의 후배 이문수 역
- 박영지 : 정웅인 원장과 윤다훈 실장과 안연홍이 모두 각각 세입한 서울 문화빌딩 회장 박영지 역
- 이경실 : 운전면허취득 시험 채비를 하던 박상면의 자동차에 급히 SOS를 요청하다 끝내 자기 손으로 종합병원까지 운전하여 박상면이 사고 휘말림 사이에 출산한 임산부 이경실 역
- 엄지원 : 윤다훈이 매니저(실장)로 있는 헬스클럽의 직원(코치) 엄지원 역
- 최지나 : 윤다훈의 작업녀로 낚인 레이디 뮤즈 최지나 역
- 유서진 : 박상면의 교제녀 유서진 역으로 특별출연
- 윤정수 : 박상면과 교제녀 유서진의 소개팅이 마련된 "사랑의 스튜디오" 이벤트 MC 윤정수 역으로 카메오 단역
- 김가연 : 윤다훈의 작업에 얻어낚인 레이디 뮤즈 김가연 역
- 최수린 : 박상면의 작업 실패녀 최정미 역
- 김정난 : 정신과 의사 정웅인을 짝사랑하는 순정녀 김정난 역, 피트니스 클럽 영업실장 윤다훈을 뒤쫓는 복수녀 꽃집 주인 김정난 역으로 각각 카메오 단역
- 이현경 : 박상면의 고백 실패녀 이현경 역
- 이주나 : 윤다훈과 박상면의 작업에 얻어낚인 레이디 뮤즈 강채리 역
- 이주희 : 윤다훈과 박상면의 작업에 얻어낚인 레이디 뮤즈 이주희 역
- 박주희 : 윤다훈과 박상면의 작업에 얻어낚인 레이디 뮤즈 박주희 역
- 임호 : 정신과 의사 정웅인과 안문숙이 심리치료 완수에 실패한 진료 대상자 26세의 임호 역으로 카메오 단역
- 배도환 : 정신과 의사 정웅인이 얼떨결에 상담심리치료 성공한 연애 후 이별 경험자 배도환 역으로 카메오 단역
- 고두옥 : 53회 술자리에서 만난 정의정(이의정 분)에게 작업거는 남자로 잠깐 등장한 고두옥 역으로 카메오 단역
- 고수희 : 윤다훈의 교제 실패녀 고수희 역으로 카메오 단역
- 이진주 : 최종원의 교제 실패녀 이진주 역으로 카메오 단역
- 이혜근 : 최종원의 교제 실패녀 이혜근 역으로 카메오 단역
- 유경아 : 정웅인의 교제 실패녀 유경아 역으로 카메오 단역
- 이잎새 : 정웅인의 교제 실패녀 이잎새 역으로 카메오 단역
- 공은국 : 17회 《애기, 내사랑》에서 박상면의 교네 실패녀 이잎새는 정웅인을 아찌라 부르고 정웅인도 이잎새의 여운 모습에 반해 그녀가 원한다고 머리에 흰 브릿지도 넣고 잎새 친구들과 락카페에 가서 춤추는 공은국 역
- 박용하
- 구민지
- 조재혁 : 최성규 역
- 김상엽
- 함신영 : 박상훈 역
- 정영금
- 주우
- 박종관 : 박효정(반효정 분)이 박상면과 윤다훈을 데리고 점을 본 점술관의 점쟁이 역
- 이원재 : 박효정(반효정 분)이 박상면과 윤다훈을 데리고 점을 본 점술관의 점쟁이 역
- 박시은 : 문화물산 박택조 회장(양택조 분)의 딸이며 박상면과 교제하다 깨진 재벌가 막내딸 박시은 역
- 채민희 : 정신과 의사 정웅인 원장의 교제 실패녀이자 문화대학교 미술대학 졸업생 채민희 역으로 단역
- 김호영 : 채민희 부 채호영 역
- 서권순 : 채민희 모 서권순 역
- 김선영 : 문화대 미대 졸업생 채민희의 저스트 소울메이트 걸이자 문화대 미대 졸업생 김선영 역으로 단역
- 임명규 : 경찰서 상급대장 역
- 송금식 : 경찰서 상급과장 역
- 황덕재 : 경찰서 경관 역
- 이정성 : 경찰서 경관 역
- 최범호 : 경찰서 경관 역
- 최준용 : 경찰서 경관 역
- 윤용현 : 경찰서 경관 역
- 국정환 : 회장 퇴임을 앞둔 문화그룹 국정환 회장 역
- 김하림 : 부회장 퇴임을 앞둔 문화그룹 김하림 부회장 역
- 윤덕용 : 문화화재 윤덕용 사장 역
- 박규채 : 문화화재 윤덕용 사장과 전화 통화를 하는 문화화재 대주주 박규채(윤덕용 문화화재 사장의 친가 사촌 자형) 역으로 목소리 출연
- 양택조 : 연극학과 교수 김용건의 6촌 형 김택조 역, 문화물산 박택조(박시은 부) 회장 역, 윤다훈의 아버지인 충청남도 공주 땅부자이며 부산에 시집간 큰딸과 맏사위로부터 때아닌 호강 받는 2남 2녀 자녀 풍년 한량 윤택조 역으로 각각 카메오 단역
- 권태원 : 윤다훈이 영업실장으로 있는 피트니스 센터의 트레이닝 코치 이정용의 고등학교 선배 역으로 단역
- 임유진
- 조하나
- 전수연
- 강성림 : 안문숙의 친어머니 강성림 역
- 양지선 : 윤미숙 역
- 유소영
- 안선희
- 심양홍 : 선향단식원 원장 심양홍 역으로 카메오 단역
- 김형자 : 윤다훈은 새로 들어온 헬스클럽 여자 손님에게 작업을 걸지만 영 넘어오지를 않는다고 그래서 일단 그 손님의 어머니인 김여사님 김형자 역
- 유나영 : 상배를 한 김형자의 딸 유은주 역으로 카메오 단역
- 민병예 : 김형자의 여고 동창 민병예 역
- 김승욱 : 경찰서 경관 역, 정웅인과 안문숙의 상담 환자 역, 정웅인의 의과대학 3년 선배이며 안문숙의 의과대학 4년 선배인 정신과 전문의 이명욱 원장 역 등으로 카메오 단역
- 송영창 : 7회 정웅인의 선배로 웅인을 찾아와 국가적 관련 작전을 넌지시 요청하는 송영창 역으로 카메오 단역
- 김동주 : 7회 정웅인의 선배(송영창 분)가 오랜만에 찾아오는 007가방을 움켜쥐고 국정원에서 일한다는 선배의 도움요청이 자랑스럽기만한 정웅인은 한편 박상면은 박효정(반효정 분)의 심부름으로 가는 김동주 역으로 카메오 단역
- 권해효 : 25회 《립스틱 짙게 바르고》에서 정웅인의 서울 문화중학교 동창이며 정웅인과 윤다훈의 문화대학교 동창(문화대 지방자치행정학과 졸업자)인데 자신이 성소수자임은 유독 거부하는 여성성 중독증 환자 권해효 역으로 카메오 단역
- 신신애 : 25회 《동생, 사랑해!》에서 박상면은 박효정(반효정 분)에게 구박을 받는 의상 배달 온 박상면에게 한눈에 반해 용돈 주고 문지르며 예뻐하는 한복집 사장 신신애 역으로 카메오 단역
- 남궁민 : 이동건(이동건 분)은 백수를 빌미로 정의정(이의정 분)의 친구들에게 매번 얻어먹고 돈을 내지 않고 이런 동건이 의정은 답답하는 남궁민 역
- 홍석천 : 그러나 찾아온 파출부의 아름다운 외모와 기구한 사연에 마음이 움직인 정웅인은 쪽방을 하나 내주고 함께 생활하는 홍석천 역, 박상면(박상면 분)과 박효정(반효정 분)은 옷가게 패션에서 역시 남다름은 홍석천 역
- 정재곤 : 정웅인의 서울 문화국민학교 동창이자 문화대학교 의과대학 동기 동창인 산부인과 의사 정재곤 역
- 정요숙 : 정웅인의 서울 문화국민학교 동창이자 문화대학교 의과대학 동기 동창인 산부인과 의사 정재곤의 아내 정요숙 역
- 김동수 : 정웅인에게 수술을 제안하는 외과 의사 김동수 역
- 오태경 : 안상학(최상학 분)의 고등학교 동기 오태경 역
- 지누리 : 39회 안상학(최상학 분)의 여자친구 지누리 역으로 카메오 단역
- 서린 : 16회 정웅인의 앞집에 이사 온 첼리스트 서린 역으로 카메오 단역
- 구혜주 : 36회 히로인 라이브 카페의 가수 구혜주 역으로 카메오 단역
- 이병철 : 정웅인과 정의정의 아버지 1949년생 정병표 역으로 전화 목소리 출연, 32회 《8년만의 외출》에서 컴퓨터도 다룰 줄 모르는 박상면의 모습에 답답하는 이병철 역
- 이보희 : 정웅인과 정의정의 어머니 1950년생 이선주 역으로 전화 목소리 출연
- 정동남 : 정웅인과 정의정의 작은아버지 정동남 역, 윤다훈·안연홍 결혼식의 하객 김동호 역 등으로 카메오 단역
- 이상숙 : 정웅인과 정의정의 숙모 이상숙 역으로 목소리 출연
- 김시원 : 정의정(이의정 분)과 안연홍의 여고 동창 김혜원 역
- 강현종 : 정의정(이의정 분)과 안연홍의 여고 동창 김혜원(김시원 분)의 엄친아 금수저 연하 남자 친구 음력 용띠(1977년 1월 出)생 황보 민 역으로 카메오 단역
- 강경헌 : 윤다훈의 옛 교제녀이며 정웅인의 끝끝내 실패 맞선녀인 음력 소띠(1974년 1월 出)생 28세의 문화대학교 대학원 미술학 석사 조기 졸업 예정자 강은주 역으로 카메오 단역
- 방용화
- 정성호
- 김치국
- 김시원 : 조은숙 부 조시원 역
- 홍승옥 : 조은숙 모 홍승옥 역, 신신애의 친구, 김형자의 여고 동창 홍승옥 역 등으로 카메오 단역
- 정호근 : 잠시 부재중인 선배 대신 선배의 엽기 답답타파남 동료의사 정호근 역으로 카메오 단역
- 신동욱 : 정의정(이의정 분)에게 세미 나이트 클럽에서 레이디 뮤즈 낚시를 하려다가 끝내 스스로 꼬리를 내린 작업남 신동욱 역
- 비류 : 정의정(이의정 분)을 보며 무시하는 비류 역
- 온조 : 신동욱이 온조를 따라다니는 팬들로 정의정(이의정 분)을 보며 무시하는 표정이 재미있는 온조 역
- 강용석 : 이동건의 고등학교 동창 강용석 역
- 김혁 : 이동건의 고등학교 동창 김혁 역
- 김명국 : 문화꽃집 사장 김명국 역으로 카메오 단역
- 이정호 : 정웅인의 중학교 후배 이정호 역으로 카메오 단역
- 조성원 : 상배를 한 홍승옥 여사의 아들 이소미 해병대 병장 역으로 카메오 단역
- 최병학 : 문화아파트 경비원 최병학 역(단역)
- 김기현 : 문화아파트 경비원 김기현 역(단역)
- 유퉁 : 이동건과 맺은 소위 "청탁 낚시"에 성공하며 담배 1갑 가격 1천원을 이동건에게 내깃값으로 받는 서울 문화아파트 경비 유판수 역
- 나경미 : 28회 시끄럽고 소리내는 걸 싫어하는 그녀 나경미 역으로 카메오 단역
- 신귀식 : 문화대학교 심리학과 교수 박귀식 역, 문화의료기 신귀식 사장 역으로 카메오 단역
- 윤순홍 : 문화대학교 심리학과 교수 윤순홍 역으로 카메오 단역
- 이윤성 : 윤다훈을 옥죄는 24세 불끈녀 이윤성 역으로 카메오 단역
- 손소영 : 윤다훈의 작업에 얻어낚인 25세 셀럽녀 손소영 역으로 카메오 단역
- 손상혁 : 윤다훈이 손소영과 오렌지 주스를 마시며 러브 타임을 보내는 살사 바의 최종원의 동창회에 데리고 가는 김동오 역으로 카메오 단역
- 명로진 : 윤다훈이 손소영과 오렌지 주스를 마시며 러브 타임을 보내는 살사 바의 살사 댄서 맨 역으로 카메오 단역
- 김철성 : 윤다훈이 손소영과 오렌지 주스를 마시며 러브 타임을 보내는 살사 바의 웨이터 김철성 역으로 단역
- 이성민 : 윤다훈이 손소영과 동반 관람하는 뮤지컬 "아가씨와 건달들"의 주연 무대 배우 역으로 박원상·문희경·조원준과 아울러 단역
- 문희경 : 윤다훈이 손소영과 동반 관람하는 뮤지컬 "아가씨와 건달들"의 주연 무대 배우 역으로 박원상·문희경·조원준과 아울러 단역
- 박원상 : 윤다훈이 손소영과 동반 관람하는 뮤지컬 "아가씨와 건달들"의 주연 무대 배우 역으로 이성민·문희경·조원준과 아울러 단역
- 조원준 : 윤다훈이 손소영과 동반 관람하는 뮤지컬 "아가씨와 건달들"의 주연 무대 배우 역으로 이성민·문희경·박원상과 아울러 단역
- 김신일 : 레스토랑 웨이터 역으로 단역
- 인교진 : 레스토랑 웨이터 역으로 단역
- 정소영 : 16회 '천사가 무서워' 편. 작업남 윤다훈의 터칭을 받은 순수하고 순진한 여신 포스녀 정소영 역으로 단역.
- 박웅 : 16회 '천사가 무서워' 편. 정소영의 아버지 정웅 역으로 단역.
- 최호중
- 이미자 : 22회 웅인의 가게 아줌마 편.
- 임지은 : 13회 정웅인은 착각현상에 시달려 병원 직원들을 보며 괴로워하다가 교수를 찾아가는 임지은 역으로 단역
- 김성겸 : 박상면의 교제녀 유서진의 아버지 유성겸 역, 윤다훈과 박상면과 정웅인의 서울 문화고등학교 3학년 시절 담임이었던 국어 교사 김성겸 역으로 각각 단역
- 박규점 : 윤다훈과 박상면과 정웅인의 서울 문화고등학교 2학년 때 공통수학 선생님 박규점 역으로 단역
- 손민우 : 윤다훈과 박상면과 정웅인의 서울 문화고등학교 동창 손민우 역으로 단역
- 강원호 : 윤다훈과 박상면과 정웅인의 서울 문화고등학교 동창 강상철 역으로 단역
- 김승환 : 정의정을 픽업한 누드 걸 사진 작가 김승환 역으로 카메오 단역
- 이상철 : 윤다훈의 서울 문화국민학교 동창이며 윤다훈과 박상면과 정웅인의 서울 문화고등학교 동창 이상철 역으로 단역
- 최영재 : 윤다훈과 박상면과 정웅인의 서울 문화고등학교 동창 손영구 역, 간호사 정양의 이종사촌 오빠 최영재 역으로 각각 단역
- 안종덕 : 윤다훈과 박상면과 정웅인의 서울 문화고등학교 동창 안종덕 역으로 목소리 출연
- 백종헌 : 윤다훈과 박상면과 정웅인의 서울 문화고등학교 동창 백종헌 역으로 단역
- 김철기 : 윤다훈과 박상면과 정웅인의 서울 문화고등학교 동창 김철기 역으로 단역
- 이경원 : 정웅인의 서울 문화중학교 선배 이경원 역으로 단역
- 이청 : 정웅인의 서울 문화중학교 선배 이청 역으로 단역
- 오경수 : 정웅인의 서울 문화중학교 선배 오경수 역으로 단역
- 박승찬 : 정웅인의 서울 문화중학교 선배 박승찬 역으로 단역
- 김광영 : 정웅인의 서울 문화중학교 동기 김광영 역으로 단역
- 이승형 : 정웅인의 서울 문화중학교 동기 이승형 역으로 단역
- 전현 : 정웅인의 서울 문화중학교 후배 전현 역으로 단역
- 이지형 : 정웅인의 서울 문화중학교 후배 이지형 역으로 단역
- 손종범 : 정웅인의 서울 문화중학교 후배 손종범 역으로 단역
- 장수형
- 이정욱
- 박준규 : 윤다훈과 박상면과 정웅인의 서울 문화고등학교 동창 박준규 역으로 단역
- 신은정 : 윤다훈과 박상면과 정웅인의 서울 문화고등학교 1년 후배이며 박준규의 아내 신은정 역으로 단역
- 김정균 : 윤다훈과 박상면과 정웅인의 서울 문화고등학교 동창이며 박상면을 잠시 인턴 직원 채용하였던 벤처기업가 김정균 역으로 단역
- 고정민 : 박상면을 잠시 인턴 직원 채용하였던 벤처기업가 김정균의 부인 고정민 역으로 단역
- 손유경 : 박상면을 잠시 인턴 직원 채용하였던 벤처기업가 김정균의 부인 손유경 역으로 단역
- 손민경 : 손유경의 친구 손민경 역으로 단역
- 고태산
- 손소영 : 피트니스 헬스 클럽 매니저 윤다훈 실장의 여자친구 22세 미색녀 최소영 역으로 카메오 단역
- 정은아 : 안문숙이 우연히 청취하던 라디오 프로그램 MC로 목소리 출연
- 명세빈 : 정의정이 우연히 청취하던 라디오 프로그램 MC로 목소리 출연
- 임백천 : 오대규와 안문숙의 야외 무드 나잇을 훔쳐보는 서울 문화아파트 입주민 부부 역으로 단역
- 김연주 : 오대규와 안문숙의 야외 무드 나잇을 훔쳐보는 서울 문화아파트 입주민 부부 역으로 단역
- 임대호 : 정웅인이 뺑소니 의혹 사건을 일으켜 잠시 트러블을 빚었다가 화해한 서울 문화아파트 주민 임대호 역, 경기도 김포 설렁탕집 단골이며 김포 지방 유지의 조카인 통장 임대호 역으로 단역
- 이시은 : 경기도 김포 시골 통장 임대호 아내 이시은 역
- 김소원 : 정웅인이 일으킨 뺑소니 의혹 사건에 임대호와 같이 휘말린 임대호 어머니 김소원 역
- 김복희 : 정신과 의사 안문숙 부원장의 5촌 외종숙모(五寸 外從叔母) 김복희 역
- 김석옥 : 윤다훈 작업녀 정소영 어머니 김석옥 역으로 카메오 단역
- 유명순 : 경기도 김포 시골 통장 임대호 어머니 유명순 역
- 김영옥 : 경기도 가평에서 밭농사를 짓는 최종원 어머니 김영옥 역
- 이시은 : 해병대 하사 출신의 "호랑이 주차경비대장" 문화빌딩 주차 경비관 이시은 역으로 카메오 단역
- 정두홍 : 해병대 병장 출신의 "호랑이 주차경비대장" 문화빌딩 주차 경비관 정두홍 역으로 카메오 단역
- 서범식 : 해병대 병장 출신의 "호랑이 주차경비대장" 문화빌딩 주차 경비관 서범식 역으로 카메오 단역
- 한태일
- 이성호
- 박종설
- 김상경
- 문회원 : 강원철 역
- 전국근
- 김운기
- 최재호
- 최항석

### 목소리 출연
- 유태웅 : 안연홍 모 이수나가 라디오 청취하던 라디오 사극 드라마 성우(국왕 배역) 역으로 목소리 출연
- 정혜영 : 안연홍 모 이수나가 라디오 청취하던 라디오 사극 드라마 성우(국왕 왕비 배역) 역으로 목소리 출연
- 고호경 : 안연홍 모 이수나가 라디오 청취하던 라디오 사극 드라마 성우(국왕 후궁 배역) 역으로 목소리 출연
- 이선균 : 안연홍 모 이수나가 라디오 청취하던 라디오 사극 드라마 성우(국왕의 동복 아우이며 왕족 종실 배역) 역으로 목소리 출연
- 이정진 : 안연홍 모 이수나가 라디오 청취하던 라디오 사극 드라마 성우(국왕의 배다른 서출 아우이며 왕족 종실 배역) 역으로 목소리 출연
- 오승명 : 안연홍 모 이수나가 라디오 청취하던 라디오 사극 드라마 성우(국왕의 장인 배역) 역으로 목소리 출연
- 김해숙 : 안연홍 모 이수나가 라디오 청취하던 라디오 사극 드라마 성우(국왕의 장모 배역) 역으로 목소리 출연
- 조양자 : 안연홍 모 이수나가 라디오 청취하던 라디오 사극 드라마 성우(왕대비 배역) 역으로 목소리 출연
- 소지섭 : 안연홍 모 이수나가 라디오 청취하던 라디오 사극 드라마 성우(왕태자 배역) 역으로 목소리 출연
- 인병국 : 안연홍 모 이수나가 라디오 청취하던 라디오 사극 드라마 성우(왕태자 아들 왕태손 배역) 역으로 목소리 출연
- 하승리 : 안연홍 모 이수나가 라디오 청취하던 라디오 사극 드라마 성우(왕태자 딸 군주 배역) 역으로 목소리 출연
- 변희봉 : 안연홍 모 이수나가 라디오 청취하던 라디오 사극 드라마 성우(영의정 배역) 역으로 목소리 출연
- 김진태 : 안연홍 모 이수나가 라디오 청취하던 라디오 사극 드라마 성우(어영대장 겸직 순무대장군 배역) 역으로 목소리 출연
- 이원승 : 안연홍 모 이수나가 라디오 청취하던 라디오 사극 드라마 성우(호조판서 배역) 역으로 목소리 출연
- 홍록기 : 안연홍 모 이수나가 라디오 청취하던 라디오 사극 드라마 성우(궁궐 대전 수석내관 배역) 역으로 목소리 출연
- 신동욱 : 안연홍 모 이수나가 라디오 청취하던 라디오 사극 드라마 성우(궁궐 대전 차석내관 배역) 역으로 목소리 출연
- 전원주 : 안연홍 모 이수나가 라디오 청취하던 라디오 사극 드라마 성우(궁궐 대전 수석상궁 배역) 역으로 목소리 출연
- 김을동 : 안연홍 모 이수나가 라디오 청취하던 라디오 사극 드라마 성우(중궁전 수석상궁 배역) 역으로 목소리 출연
- 김혜옥 : 안연홍 모 이수나가 라디오 청취하던 라디오 사극 드라마 성우(후궁전 수석상궁 배역) 역으로 목소리 출연
- 김병세 : 안연홍 모 이수나가 라디오 청취하던 라디오 사극 드라마 성우(병조판서 배역) 역으로 목소리 출연
- 김보성 : 안연홍 모 이수나가 라디오 청취하던 라디오 사극 드라마 성우(예조판서 배역) 역으로 목소리 출연
- 김영호 : 안연홍 모 이수나가 라디오 청취하던 라디오 사극 드라마 성우(병조판서 배역) 역으로 목소리 출연
- 조민기 : 안연홍 모 이수나가 라디오 청취하던 라디오 사극 드라마 성우(공조판서 배역) 역으로 목소리 출연
- 김인권 : 안연홍 모 이수나가 라디오 청취하던 라디오 사극 드라마 성우(국왕 왕비의 친정 남동생이며 선혜청 당상 배역) 역으로 목소리 출연
- 신주리 : 안연홍 모 이수나가 라디오 청취하던 라디오 사극 드라마 성우(국왕 왕비의 첫째 친정 누이동생) 역으로 목소리 출연
- 홍진경 : 안연홍 모 이수나가 라디오 청취하던 라디오 사극 드라마 성우(국왕 왕비의 둘째 친정 누이동생) 역으로 목소리 출연
- 이잎새 : 안연홍 모 이수나가 라디오 청취하던 라디오 사극 드라마 성우(국왕 왕비의 막내 친정 누이동생) 역으로 목소리 출연
- 박희진 : 안연홍 모 이수나가 라디오 청취하던 라디오 사극 드라마 성우(국왕의 동복 아우인 적통 왕족 종실의 처제) 역으로 목소리 출연
- 이순재 : 안연홍 모 이수나가 라디오 청취하던 라디오 사극 드라마 성우(국왕이 공경하는 전직 영의정이자 원로대신) 역으로 목소리 출연
- 박영규 : 안연홍 모 이수나가 라디오 청취하던 라디오 사극 드라마 성우(국왕이 공경하는 전직 좌의정) 역으로 목소리 출연
- 김주영 : 안연홍 모 이수나가 라디오 청취하던 라디오 사극 드라마 성우(국왕이 공경하는 전직 공조판서) 역으로 목소리 출연
- 김주승 : 안연홍 모 이수나가 라디오 청취하던 라디오 사극 드라마 성우(전직 병조판서) 역으로 목소리 출연
- 맹상훈 : 안연홍 모 이수나가 라디오 청취하던 라디오 사극 드라마 성우(국왕이 공경하는 전직 호조판서) 역으로 목소리 출연
- 신충식 : 안연홍 모 이수나가 라디오 청취하던 라디오 사극 드라마 성우(공조판서) 역으로 목소리 출연
- 임현식 : 안연홍 모 이수나가 라디오 청취하던 라디오 사극 드라마 성우(이조판서) 역으로 목소리 출연
- 이희도 : 안연홍 모 이수나가 라디오 청취하던 라디오 사극 드라마 성우(호조판서) 역으로 목소리 출연
- 이은철 : 안연홍 모 이수나가 라디오 청취하던 라디오 사극 드라마 성우(병조판서) 역으로 목소리 출연
- 김찬우 : 안연홍 모 이수나가 라디오 청취하던 라디오 사극 드라마 성우(예조판서) 역으로 목소리 출연

### 특별출연
- 설수진 : 웅인에게 치료받는 환자이며 상면과 선본 여자(1회 '히포크라테스 선서' 편)
- 우희진 : 술취해서 웅인의 집에 들어온 여자(1회 '운명의 남자' 편)
- 이아현 : 박상면의 교제녀 이아현 역으로 특별출연
- 조형기 : 여자의 미색에 중독되어 불면증을 호소하며 웅인의 병원에 내원한 갑붓집 3대 독자 조형기 역
- 오정해 : 윤다훈의 작업녀로 낚인 판소리 명창 오정해 역으로 카메오
- 임성훈 : 《퀴즈가 좋다》 진행자 역('퀴즈가 싫다'편)
- 황신혜 : '내겐 너무 예쁜 파출부'편
- 이승연 : '미워요'편
- 임원희 : '꿩 잡는 게 매'편. 정웅인의 문화대학교 의과대학 방계 1년 후배이며 안문숙과는 의대 동기인 정형외과 의사 임원희 역
- 서유정 : 34회 '양손의 떡'편
- 허재 : 3회 '술버릇'편
- 전광렬 : 한의사 역('내 친구는 변강쇠'편)
- 태진아
- 이박사
- 김성은 : 이의정이 공연 성료 포상을 받고 레저 센터 이용 후 귀가 중에 동반하여 쿨 사이다 한 잔을 마시라며 잠시 데려와 머물러 있게 한 서울 순풍 산부인과 원장 댁 외손녀 딸 박미달 역
- 박중훈 : 윤다훈이 매니저로 있는 피트니스 클럽에 객원 코치로 온 영화감독 지망생 박중훈 역으로 카메오
- 홍경인 : 〈55회〉 정웅인의 병원에서 부원장 안문숙에게 상담을 받고 자신의 이야기를 비밀로 해달라는 약속을 의심하여 이후 시도 때도 없이 문숙에게 전화를 걸어 문숙을 괴롭히는 톡특한 캐릭터 홍경인 역으로 카메오 단역
- 이문세 : 프랑스 파리와 미국 뉴 욕 주 뉴 욕 시티에 있다가 대한민국에 귀국한 가수 겸 뮤지컬배우 이문세(펀드 매니저 오대규의 문화대 경제학과 동기이며 윤다훈과 박상면과 정웅인의 서울 문화고 4년 후배) 역

## 에피소드 목록
- 1화 - 히포크라테스 선서(1편), 운명의 남자(2편)
- 2화 - 술버릇(1편), 본능 게임(2편)
- 3화 - 무면허 인생(1편), 꼬리치는 여자(2편)
- 4화 - 백수의 비애(1편), 주객전도(2편)
- 5화 - 내 친구는 변강쇠(1편), 오빠의 마음(2편)
- 6화 - 웃기는 남자(1편), 개망신(2편)
- 7화 - 애국자의 길(1편), 돈타령(2편)
- 8화 - 남자의 아픔(1편), 연홍아! 연홍아!(2편)
- 9화 - 장사의 꿈(1편), 남의 떡(2편)
- 10화 - 퀴즈가 싫다(1편), 착각은 자유(2편)
- 11화 - 직업병(1편), 여자의 향기(2편)
- 12화 - 매 맞는 남자(1편), 철없는 친구(2편)
- 13화 - 늦바람(1편), 뿌린대로 거두리라(2편)
- 14화 - 해피투게더(1편), 아기 소동(2편)
- 15화 - 선수가 선수를 만났을 때(1편), 미스테리 연인(2편)
- 16화 - 관음증에 관한 보고서(1편), 천사가 무서워(2편)
- 17화 - 애기 내 사랑(1편), 성희롱 백서(2편)
- 18화 - 보신탕과 핸드폰(1편), 엽기적인 그녀(2편)
- 19화 - 망신 여행(1편), 죄와 벌(2편)
- 20화 - 신 머슴전(1편), 끊어진 필름(2편)
- 21화 - 미스 땡큐(1편), 죽고 싶은 남자(2편)
- 22화 - 공주 마마 납시오(1편), 무서운 동창생(2편)
- 23화 - 윤다훈, 박상면, 정웅인의 명장면 명연기 모음
- 24화 - 토니와 리처드(1편), 미워요(2편)
- 25화 - 립스틱 짙게 바르고(1편), 동생 사랑해(2편)
- 26화 - 여름이 준 마지막 선물(1편), 대박의 꿈(2편)
- 27화 - 반가운 불청객(추석 특집 1편), 갇히거나 혹은 다치거나(추석 특집 2편)
- 28화 - 눈물의 키스(1편), 빗나간 잔머리(2편)
- 29화 - 남자의 질투(1편), 쇼, 쇼, 쇼!(2편)
- 30화 - 한판 승부(1편), 술이 뭐길래(2편)
- 31화 - 벙어리 냉가슴(1편), 내겐 너무 이쁜 파출부(2편)
- 32화 - 돌아온 엽기녀(1편), 8년 만의 외출(2편)
- 33화 - 뒤집어지는 아픔(1편), 제복 사냥(2편)
- 34화 - 양손에 떡(1편), 몽타쥬 소동(2편)
- 35화 - 눈물의 드레스(1편), 낙엽 따라 가버린 사랑(2편)
- 36화 - 꿩 잡는게 매(1편), 보고 싶은 얼굴(2편)
- 37화 - 결혼할까요?(1편), 신사랑가(2편)
- 38화 - 울고 싶어라(1편), 보증이 싫어(2편)
- 39화 - 순애보(1편), 이상한 라이벌(2편)
- 40화 - 낙동강 오리알(1편), 짚신도 제 짝(2편)
- 41화 - 뛰는 놈 위에 나는 놈(1편), 내게 거짓말을 해봐(2편)
- 42화 - 송년 특집 세 친구 총결산 시상식
- 43화 - 꿈 속의 사랑(1편), 눈물의 일출 여행(2편)
- 44화 - 수난시대(1편), 온달과 평강공주(2편)
- 45화 - 누드 모델(1편), 과거를 묻지 마세요(2편)
- 46화 - 칠공주와 설날을(1편), 무너진 첫사랑(2편)
- 47화 - 욕망이라는 이름의 헌 차(1편), 오겡끼 데스까!(2편)
- 48화 - 인정사정 볼 것 없다(1편), 황홀한 첫 키스(2편)
- 49화 - 인생은 아름다워라(1편), 사랑의 올가미(2편)
- 50화 - 우울한 청혼(1편), 돌아보면 그가 있다(2편)
- 51화 - 팬티는 사랑을 싣고(1편), 윤다훈 독립 운동(2편)
- 52화 - 고목나무에 핀 꽃(1편), 더러운 순애보(2편)
- 53화 - 도루묵 인생(1편), 사랑의 미로(2편)
- 54화 - 사랑의 풍선(1편), 허니문 연습(2편)
- 55화 - 텔레파시(1편), 낙하산 인생(2편)
- 56화 - 빠리에서 온 여자(1편), 청첩장 소동(2편)
- 57화 - 마지막 이야기 1·2편

## 편성 변경 및 결방 사유
- 2000년 4월 10일: 뉴스 특보 편성
- 2000년 6월 12일: 2000년 남북정상회담 특별 기획 다큐멘터리 《평양 사람, 평양 생활》 편성으로 인해 결방됨
- 2000년 6월 19일: 드라마 《허준》 60·61화 편성으로 인해 결방됨
- 2000년 8월 14일: 광복절 특별 기획 다큐멘터리 《가즈코 여사는 70에 한국을 보았다》 편성으로 인해 결방됨
- 2000년 9월 11일: 추석 특집 영화 《맥시멈 리스크》 편성 관계로 밤 9시 45분에 방송됨

## 참고 사항
- 원래 신동엽이 주연 물망에 올랐으나 대마초 사건 때문에 빠져 조연이었던 윤다훈이 대타로 들어갔다[3].
- 이 작품의 주조연 및 단역을 포함한 역대 총 출연진 중 최고령 출연자는 여성 원로 연기자 문미봉 여사이며, 차고령 출연자는 여성 원로 연기자 유명순 여사이다.
- 2019년 개국한 MBC ON에서 재방송되었다.
- 금보라가 박상면 누나 역 물망에 올랐으나[4] 개인사정 때문에 고사했고 당시 금보라 자리에는 반효정이 대타로 들어갔다.

## 같이 보기
- 남자 셋 여자 셋
- LA아리랑
- 연인들
- 세 남자